# Mil millones con hambre crónica
El Consejo de la Organización de las Naciones Unidas para la Agricultura y la Alimentación (FAO por sus siglas en inglés) aprobó en 2009 realizar una Cumbre Mundial sobre Seguridad Alimentaria, del 16 al 18 de noviembre, para hacer frente al incremento en el número de personas que padecen hambre. Este anuncio se hizo después de que la Organización anunció que el número de personas con hambre se incrementó en 2009 a 1,020 millones.

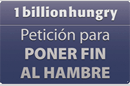

## Campaña en línea
Previo a esta cumbre, en un esfuerzo para impulsar a los gobiernos a dar prioridad y otorgar financiamiento a la lucha contra el hambre, la FAO lanzó una campaña en línea que invita al público en general a firmar una declaración. La campaña se encuentra en el sitio www.1billionhungry.org.
La Organización también convocó a un ayuno mundial. durante los días previos a la cumbre.
La FAO también anunció que países como Brasil, Nigeria y Viet Nam han logrado reducir el hambre al apoyar a los pequeños productores y al sector rural.

## Apoyo de los Embajadores de Buena Voluntad de la FAO
El Programa de Embajadores de la FAO se inició en 1999. Su principal objetivo es dirigir la atención del público y de los medios de comunicación hacia la inaceptable situación de más de mil millones de personas que actualmente padecen hambre.
En 2009, los Embajadores de Buena Voluntad de la FAO sumaron sus voces para hacer un llamamiento urgente sobre el problema del hambre en el mundo en el marco de la Cumbre Mundial sobre la Seguridad Alimentaria y de la campaña "1 billion hungry". Para dicho fin, realizaron un breve video en donde participan los Embajadores Carl Lewis, Pierre Cardin, , Fanny Lu., Maná,etc. El video está disponible en You Tube bajo el nombre FAO's Goodwill Ambassadors promote the Hunger Summit.